# Michał Pazdan
Michał Pazdan, född 21 september 1987 i Kraków, är en polsk fotbollsspelare som spelar för Ankaragücü och Polens fotbollslandslag. Han var uttagen i Polens trupp vid fotbolls-EM 2016. 